# Kultsjön
Kultsjön (samiska Gåaltoe) är en långsmal insjö i Vilhelmina kommun i Lappland som ingår i Ångermanälvens huvudavrinningsområde. Sjön är 129,8 meter djup, har en yta på 53,4 kvadratkilometer och befinner sig 542,4 meter över havet. Den är reglerad för vattenkraftsändamål.
Sjön ligger uppströms Malgomaj i Vilhelmina kommun, mellan Saxnäs, Fatmomakke kyrka och Marsfjället.

## Delavrinningsområde
Kultsjön ingår i delavrinningsområde (721464-146658) som SMHI kallar för Utloppet av Kultsjön. Medelhöjden är 623 meter över havet och ytan är 201,2 kvadratkilometer. Räknas de 169 avrinningsområdena uppströms in blir den ackumulerade arean 1 704,92 kvadratkilometer. Avrinningsområdets utflöde, Kultsjönån, är Ångermanälvens huvudfåra. Avrinningsområdet består mestadels av skog (55 procent). Avrinningsområdet har 53,93 kvadratkilometer vattenytor vilket ger det en sjöprocent på 26,8 procent. Bebyggelsen i området täcker en yta av 2 kvadratkilometer eller 1 procent av avrinningsområdet.

## Reglering

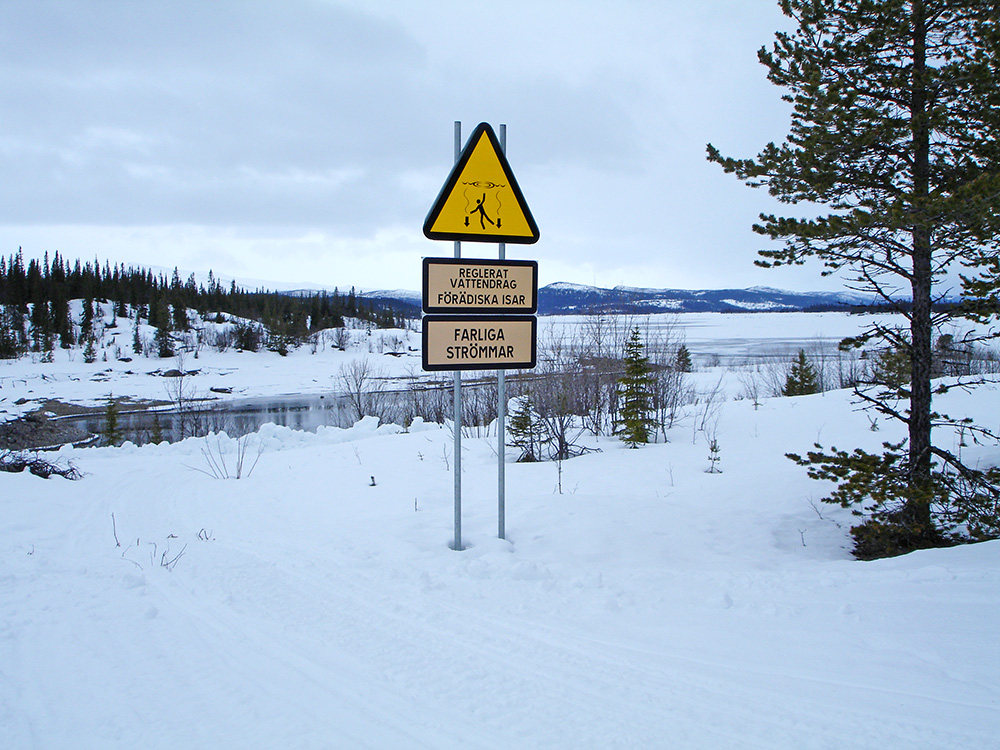
Kultsjöns utlopp vid Kultsjöluspen, med varningsskyltar för osäkra isar och farliga strömmar.

Kultsjön är ett vattenmagasin som regleras av dammen till Stalons kraftstation. När kraftverket byggdes 1958 till 1961 anlades en damm i Kultsjöns utlopp som i stort sett torrlade sjöns naturliga utlopp Kultsjöån, endast ett flöde på 1,5 m³/s behöver tappas ut i den gamla åfåran under vintertid. Genom att man byggde ett antal grunddammar i åfåran bibehölls vattennivån i de mellanliggande sjöarna och ån ser inte helt torrlagd ut. En 250 meter lång tilloppskanal ledder vattnet från sjön till kraftverkets tilloppstunneln, som är en 17 800 meter lång bergtunnel med en tvärsnittsarea på 60 m². Vattennivån varierar mellan 537 och 542 m över havet.